# Thomas Marc Parrott
Thomas Marc Parrott (geboren 22. Dezember 1866 in Dayton, Ohio; gestorben 5. Februar 1960 in Lawrenceville, New Jersey) war ein bedeutender amerikanischer Shakespearegelehrter und Literaturwissenschaftler.

## Leben und Werk
T. M. Parrott wurde in Ohio geboren und wuchs dort auf. Sein Vater war Col. Edwin A. Parrott, ein Veteran des amerikanischen Bürgerkrieges und Vorsitzender des Repräsentantenhauses des Staates Ohio.
Im Jahre 1888 erwarb Parrott einen Abschluss vom College of New Jersey (Princeton) und wurde danach für zwei Jahre Dozent an der Miami University. 1893 wurde er an der Universität Leipzig mit einer Arbeit über die Lyrik von Robert Browning promoviert. 1896 wurde er zuerst Assistant Professor of English in Princeton und 1902 dort auf einen Lehrstuhl berufen. Er lehrte in Princeton über dreißig Jahre bis zu seiner Emeritierung.
Parrott arbeitete vornehmlich zum elisabethanischen Theater. Er veröffentlichte auch Studien zu Samuel Johnson und Alexander Pope. Sein Hauptinteresse galt aber Shakespeare und seinem Zeitgenossen George Chapman, dessen Stücke er in der Zeit von 1910 bis 1914 erstmals herausgab.

## Ausgewählte Veröffentlichungen
- The Greater Victorian Poets (1901)
- The World’s Great Woman Novelists (1901)
- Samuel Johnson, Philosopher and Autocrat (1903)
- The Authorship of “Sir Giles Goosecappe” (1906)
- The Date of Chapman’s “Bussy D’Ambois” (1908)
- Hamlet on the Stage (1953)
- Shakespearean Comedy (1949)

## Nachweise
- Craig, Hardin, ed. Essays in Dramatic Literature: The Parrott Presentation Volume: By Pupils of Professor Thomas Marc Parrott of Princeton University, Published in his Honor. Princeton, NJ, Princeton University Press, 1937.
- Who was who in America with world notables : volume III, 1951-1960, Marquis Who’s Who, Chicago, Ill., 1963, S. 667.
- Logan, Terence P., and Denzell S. Smith, eds. The New Intellectuals: A Survey and Bibliography of Recent Studies in English Renaissance Drama. Lincoln, NE, University of Nebraska Press, 1977.